# نورزیه اتمر
نورزیه اتمر (زاده: ۱۳۵۳ خیوه، ولایت ننگرهار) سیاست‌مدار افغانستانی و نماینده مردم ننگرهار در دوره پانزدهم مجلس نمایندگان افغانستان است.

## زندگی‌نامه
نورزیه اتمر متولد ۱۳۵۳ از خیوه ولایت ننگرهار افغانستان است. وی دارای مدرک تحصیلی بکلوریا (دیپلم) است.

## دیگر فعالیت‌ها
- کارمند در کوپراتیف‌ها (انجمن‌های اجتماعی اجتماعی).[۱]
- سوپروایزر در آگاهی مین‌ها در مؤسسه ایریا[۱]
- کارمند آگاهی در دفتر یوناما.[۱]
- گوینده رادیو تلویزیون ولایت ننگرهار.[۱]
- معلم صحی در مؤسسه ERU.[۱]